# Суходольний
Суходо́льний (рос. Суходольный) — селище у складі Ілецького району Оренбурзької області, Росія.

## Населення
Населення — 36 осіб (2010; 127 у 2002).
Національний склад (станом на 2002 рік):
- казахи — 94 %